# Twinity
Twinity este prima lume 3D virtuală pe calculator în care se construiesc și se oferă replici ale unor mari și cunoscute orașe din toată lumea. Softwareul și aplicația Twinity e dezvoltat de compania Metaversum GmbH, o companie din Berlin, Germania. Softwareul client oferă versiuni virtuale ale orașelor reale, numite o lume-oglindă sau o metaversă. Cu ajutorul acestora utilizatorul poate efectua plimbări virtuale în aceste orașe. Versiunea „beta” a început în septembrie 2008, când la Twinity s-a inaugurat primul oraș virtual: Berlin, urmat  mai târziu de Singapore, Londra, Miami și New York.

## Calitatea de membru
În Twinity există 3 calități de membru, care sunt în prezent gratuite. Cele basic, premium și commercial calități de membru oferă diferite niveluri de folosință în lume. Calitatea premium este utilizată în cumpăratul și vândutul apartamentelor. Cea comercială este folosită pentru orice uz comercial în Twinity – sau dacă userii, numiți Twinizeni, decid să-și deschidă propriul loc de business. Calitatea de membru basic este pentru lucruri non-comerciale de uz în Twinity și lasă userii să se înregistreze, să-și creeze avatarul, să ia în chirie un apartament sau pur și simplu să viziteze locuri. Pentru a deveni membru în Twinity, userii trebuie să aibă o vârstă legală în țara de rezidenție.

## Comunitatea

### Customizația avatarului
Membrii Twinity se reprezintă pe ei înșiși în lumea 3D virtuală – ei își pot folosi numele real ca în Facebook și crea un avatar care poate fi psihical customizat în multe feluri, incluzând folosirea aplicației Photofit. Userul uploadează o fotografie a unei persoane reale și adaptează geometria feței, care va face avatarul să arate ca userul în viața reală. Unii useri preferă să își creeze un alter-ego și să-i joace rolul.

### Globalii
Moneda folosită în-lume din Twinity este numită „Global”  iar ca schimb valutar 90 globali = 1 euro. Cu globalii, Twinizenii pot cumpăra haine, obiecte, animații și să plătească pentru propriul apartament virtual. Globalii pot fi cumpărați cu cardul de credit în homepage, cu PayPal sau prin Mopay. Userii pot de asemenea câștiga globali prin participarea la diferite evenimente și concursuri virtuale, utilizând SponsorPay sau terminând Welcome tour-ul oferit după înregistrare.

### Conținutul
Mulți Twinizeni sunt creatori de cuprins, își creează și își vând produsele în lume la fel cum își creează propria machinima. Userii își pot de asemenea devota timpul mobilând apartamentele, cluburile, magazinele și spațiile de relaxare pentru a le împărtăși cu alții sau pentru a găzdui evenimente. În toamna anului 2010, toții userii noi dar și cei existenți au primit fiecare câte un apartament de start pe care îl pot furnisa și decora. Userii pot crea propria mobilă sau o pot cumpăra din magazinele din Twinity. Pe homepage-ul Twinity există o agenție imobiliară unde Twinizenii își pot localiza apartamentul după alegerea lor. Twinity oferă de asemenea un sistem de insigne. Ele au fost realizate pentru a promova conținut, caracteristici, grupuri sau orice altceva relatat în Twinity pentru publicitate. Anshe Chung a ajutat creând Palmadora, locația Ibiza iar Twinizenii celebrează Anshe Chung Appreciation Day în fiecare an în amintirea acestuia.

## Orașele

### Berlin
În Septembrie 2008, Berlin a fost primul oraș lansat când Twinity a intrat în faza beta publică. În durata evenimentului de lansare, primarul Berlinului, Klaus Wowereit, a fost prezentat cu cheia virtuală către orașul virtual.În jur de 20 de km de oraș și mai mult de 50.000 de clădiri reale au fost copiate în capitala virtuală a Germaniei, incluzând faimoasele landmark-uri atât în partea de Vest cât și în cea de Est, ca Turnul TV, Poarta Brandenburg, Potsdamer Platz și Kurfürstendamm. Vizitatorii pot urmări istoria lungă a orașului în muzeul virtual „Zidul Berlinului„ care a fost înființat în comemorarea evenimentele schimbării-lumii din 1989.
Muzeul virtual acoperă informațiile GDR-ului din construcția zidului către reunificația Germană. Două luni mai târziu după inaugurarea Berlinului, Twinity a ajuns la 80.000 de useri înregistrați.

### Singapore
În August 2009, un an după inaugurarea Berlinului virtual, Metaversum anunță că al doilea oraș care urmează să fie inaugurat va fi Singapore. Metaversum a primit aprobare de la Singapore Media Development Authority să creeze orașul. Orașul a fost deschis pe 9 August odată cu marea celebrare a Zilei Naționale a Singapore. Primul cartier inaugurat al orașului a fost suprafața din jurul Orchard Road.

### Londra
În Decembrie 2009, Londra virtuală a fost al treilea oraș înființat în Twinity. Userii pot vizita faimosul cartier Soho, cuprinzând de la strada Oxford în jos până la piața Trafalgar Square incluzând faimoasele Piccadilly Circus, Palatul Buckingham și China Town. În 30 aprilie 2009, Metaversum anunță că noi suprafețe au fost adăugate pe lângă cele existente. Din Vestul Londrei de-a lungul străzii Strand, incluzând câteva teatruri faimoase către Podul Millenium sau lângă Banca de Sud către Globul lui Shakespeare.

### Miami
Virtualul Miami a fost al patrulea oraș inaugurat în Twinity în Iulie 2010 și primul din Statele Unite ale Americii. Virtuala plajă de Sud acoperă suprafețele din împrejurul Parcului Lummus și Ocean Drive. Miami a fost primul oraș interactiv în Twinity care a oferit userilor anumite caracteristici, ca abilitatea de a înota sau construi castele de nisip. Twinity urmărește de asemenea un ciclu de zi-noapte care înseamnă că atunci când în Europa se întunecă, Miami e încă însorit. Inaugurarea orașului american a fost un pas în direcția creșterii comunității americane. În iulie 2010, Twinity a atins peste 500.000 useri înregistrați de la inaugurarea publicului beta.

### New York City
În octombrie 2010, New York a fost al cincilea oraș care să fie lansat în Twinity. Punctul de start al New York-ului virtual a fost la Piața Grand Army iar de acolo comunitatea online pot vizita orașul și cele mai faimoase puncte ca Turnul Trump, Solow Building sau New York public library sunt câteva. Ca în celelalte orașe, avatarul se plimbă în jur, în picioare sau cu ajutorul unui vehicul, către adrese reale ale orașului în realitate. Userii pot vedea poziția avatarelor lor pe o mini-hartă provenită de la Google Maps.

## Softul
Clientul Twinity poate fi downloadat gratuit și conectează userul la un server de pe network-ul Twinity. Atunci când clientul este deschis, aplicația accesează informațiile de pe internet și conectează userul la lumea virtuală 3D. Twinity utilizează Generația Nouă de texturat și tehnologie care să elibereze o grafică 3D ca la alte jocuri distribuite în industrie. Twinity folosește de asemenea și date de hîrți în 3D curent utilizate pentru lucruri ca Satnav sau Google Earth, care face construcțiile să arate ca și în viața reală.
O parte majoră a conținutului din Twinity este generată de useri. Membrii premium pot crea obiecte 3D, obiecte de vestimentație, planuri de apartamente pe care le uploadează în Twinity sau le exportă cu fișiere de tip Collada, fabricate în programe de modelaj ca Google Sketchup, Blender, Autodesk 3Ds Max sau Autodesk Maya.